# كريستوفر وودرو
كريستوفر وودرو (بالإنجليزية: Christopher Woodrow)‏ هو خبير مالي ومنتج أفلام أمريكي، ولد في 19 يوليو 1977 في سيراكيوز في الولايات المتحدة.

## وصلات خارجية
- كريستوفر وودرو على موقع IMDb (الإنجليزية)
- كريستوفر وودرو على موقع قاعدة بيانات الفيلم (الإنجليزية)